# Бульвар Трудящихся (Колпино)
Бульва́р Трудя́щихся — бульвар в Колпинском районе Санкт-Петербурга. Расположен на юге города Колпино, соединяет реку Ижору с Пролетарской улицей.

## История
Бульвар Трудящихся получил своё название в 1972 году. Это название, как и названия других улиц на юго-западе города, отражало связь города с Ижорским заводом.
В 1989 году на пересечении бульвара Трудящихся и улицы Веры Слуцкой, рядом с ПТУ-6 был установлен вертолёт, находившийся там до 1993 года. В связи с этим за этим местом закрепилось народное название «Вертолёт».

## Здания и сооружения
- дом 2 — магазин «Булочная 812»;
- дом 4 — магазин «Продукты»;
- дом 9 — школа № 467;
- дом 10, литера А — школа № 401;
- дом 12 — ТРК «ОКА»;
- дом 14 — ТРК «ОКА»;
- дом 16 — супермаркет «Магнит»;

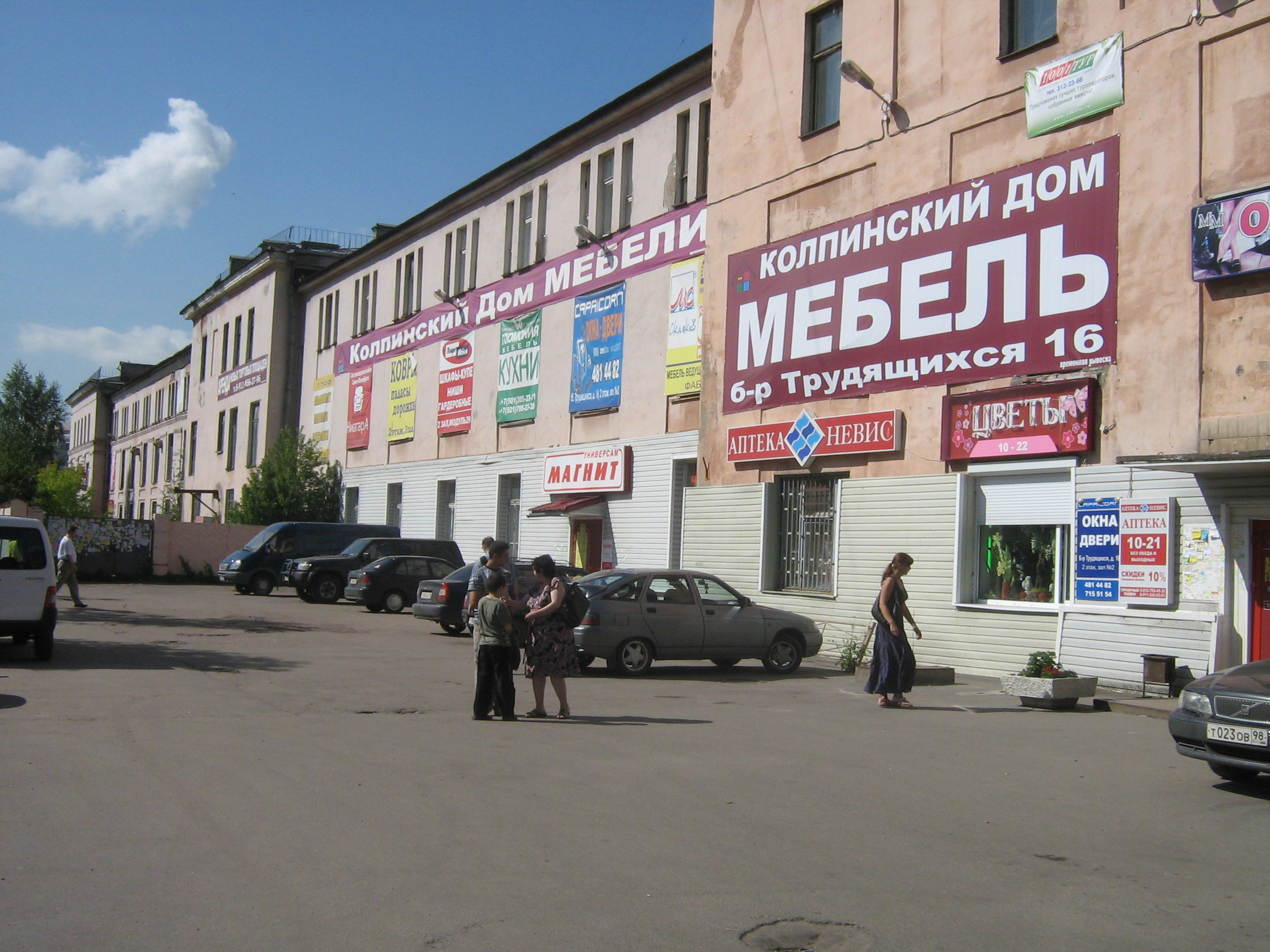
Здание завода «Военохот № 4»

- дом 18, корпус 1 — супермаркет «Пятёрочка»;
- дом 25, корпус 2 — детский сад № 18;
- дом 32 — отделение полиции № 55;
- дом 35, корпус 1 — супермаркет «Семья» (7я);
- дом 37 — детский сад № 37;

## Пересечения
От реки Ижоры:
- Раумская улица (переходит в бульвар Трудящихся)
- Улица Веры Слуцкой
- Улица Машиностроителей
- Улица Металлургов
- Пролетарская улица